# 田中双鶴
田中 双鶴（たなか そうかく、本名：田中 繁夫、1912年（明治45年）12月16日 - 2000年（平成12年）6月14日）は日本の書家。徳島大学名誉教授。徳島県出身。貫名菘翁研究の第一人者としても知られている。

## 来歴
徳島大学の名誉教授を勤め、渭水会の会長であった。徳島大学に碑文揮毫「徳不孤」が建てられている。
1992年に出版された柴秋邨について書かれている「柴秋邨精説」では第17回徳島県文化賞を受賞した。その他にも1982年に貫名菘翁について書かれている「貫名菘翁書畫集」や閑々子について書かれている「閑々子の世界」等の本も出版している。
2000年6月14日、前立腺腫瘍のため死去。

## 著書

### 単著
- 『貫名菘翁精説』上野書店、1983年。
- 『柴秋邨精説』鳥跡社、1992年。
- 『閑々子の世界』1999、徳島県教育印刷。

### 編著
- 『鳥跡 選抜実力者100人書展作品集』鳥跡書道会、1978年。
- 『貫名菘翁書画集・貫名菘翁精説』上野書店、1983年。
- 『田中双鶴作品集』鳥跡社、1986年。

### 共著
- 富永眉峰、田中双鶴『徳島名筆二人』出版、1972年。
- 貫名菘翁、田中双鶴『楷書千字文』日本習字普及協会〈千字文双書 12〉、1980年。